# Lingue tani
Le lingue tani o miric, adi-galo-nishi-apatani (Bradley 1997) o abor-miri-dafla (Matisoff) sono lingue tibeto-birmane parlate nell'Himalaya orientale.

## Distribuzione geografica
Le lingue tani sono parlate in un'area circondata dal Tibet, l'Assam, il Bhutan e la Birmania.
Le lingue tani sono parlate da circa 600.000 persone dell'Arunachal Pradesh come il popolo Adi, Nyishi-Bangni, Hill Miri, Tagin e gli Apatani del Kameng Orientale, Basso Subansiri, Alto Subansiri, Siang Occidentale, Siang Orientale, e il Distretto della Bassa Valle del Dibang dell'Arunachal Pradesh.

## Classificazione
Le lingue tani sono classificate come un ramo distinto delle lingue tibeto-birmane. I parenti più vicini sono i loro vicini orientali delle lingue digarish, taraon e idu.
Le lingue tani comprendono:
- lingua milang (apparentemente la più diversa)
- lingue adi: Minyong, Padam, Pasi, Shimong
- lingue nishi: Nishi (o E. Dafla, Nishing), Tagin (o W. Dafla), Bangni, Nah, Hill Miri (o Sarak)
- lingue gallong: Gallong (o Duba, Galo), Pailibo (o Libo), Ramo, Bokar
- lingue apatani: Apa Tani o Tanii

Secondo Ethnologue, la classificazione delle lingue tani è la seguente:
- Lingue sinotibetane
  - Lingue tibeto-birmane
    - Lingue tibeto-birmane centrali
      - Lingue tani
        - Lingua adi (codice ISO 639-3 adi)
        - Lingua apatani (apt)
        - Lingua galo (adl)[2]
        - Lingua mising (mrg)
        - Lingua na (nbt)
        - Lingua nyishi (njz)
        - Lingua tagin (tgj)